# 千葉恵里
千葉 恵里（ちば えりい、2003年〈平成15年〉10月27日 - ）は、日本のアイドル、YouTuberであり、女性アイドルグループ・AKB48のメンバーである。神奈川県横浜市出身。DH所属。

## 来歴
2015年3月1日に行われた『AKB48グループ 第2回ドラフト会議』候補者オーディションの3次審査に合格し、候補生に決定。5月10日に有明コロシアムで開催された同イベントにおいて、AKB48チーム4から1巡目で指名を受け、小学校6年生でドラフト2期生としてAKB48に加入した。
2017年9月27日にAKB48 CAFE&SHOP AKIHABARAで行われたドラフト2期生によるイベントにて、チーム4への正規メンバー昇格が発表。
同年12月8日に行われた『AKB48劇場 12周年特別記念公演』において新チーム体制への移行が発表され、チームAへ異動となった（新チーム体制への移行は2018年4月から）。
2021年7月7日、AKB48の58thシングル『根も葉もRumor』にて、初めてシングル表題曲の選抜メンバーに選出される。同年10月27日、所属事務所を株式会社DHから充sへ移籍。
2022年にAKB48の60thシングル『久しぶりのリップグロス』で初めてシングル表題曲のセンターポジションを務めた。
2023年1月16日、1st写真集『エリンギ』（玄光社）を発売。同年2月3日にAKB48メンバーによるソロファンクラブプロジェクトのトップバッターとして個人ファンクラブを開設し、2月11日に東京都新宿区で「えりい歯科」と題して初めての交流イベントを開催した。
2025年6月17日、横浜スタジアムで行われた横浜DeNAベイスターズvs埼玉西武ライオンズ戦にて人生初の始球式を行う。

## 人物
名前の読みを間違えられることが多く、恵里（えりい）を「えり」、「えいり」と間違えられることがある。Xの自己紹介欄には、『「ちばえり」じゃなくて「ちばえりい」です』と書いている。
サイリウムカラーは黄色×青色。
好きな食べ物は、オムライス、一蘭の豚骨ラーメン、キウイ。
他人の歯を見るのがすごく好き。向井地美音の歯が好みであり、ひし形っぽく特徴的な前歯を評価し、「歯茎に面してる歯の部分が尖ってる。すごく素晴らしい」と語っている。
2022年7月26日に放送された『AKB48、最近聞いたかも?〜一緒になんかやってみませんか?〜』（テレビ東京系）の番組内で、MCを務めるひろゆきがメンバーの伸びしろについて聞かれた際に千葉の名前を挙げており、「性格が悪いのと、顔の造形が良いという2つの要素がある」と語っている。

## AKB48での参加楽曲

### シングル選抜楽曲
- 『シュートサイン』に収録
  - アクシデント中 - 「AKB48 U-19選抜」名義
- 『願いごとの持ち腐れ』に収録
  - 前触れ
- 『11月のアンクレット』に収録
  - 法定速度と優越感 - 「U-17選抜」名義
- 『ジャーバージャ』に収録
  - Position - 「AKB48若手選抜」名義
  - 友達ができた - 「まちゃりんと仲間たち。」名義
- 『Teacher Teacher』に収録
  - ロマンティック準備中 - 「Team A」名義
- 『NO WAY MAN』に収録
  - わかりやすくてごめん - 「PRODUCE48選抜」名義
- 『サステナブル』に収録
  - 青春 ダ・カーポ - 「AKB48カップリング選抜」名義
- 『失恋、ありがとう』に収録
  - 思い出マイフレンド - 「1st Campus」名義
- 根も葉もRumor
  - 離れていても
  - 大騒ぎ天国 - 「Second Generation」名義
- 元カレです
  - 臆病なナマケモノ - 「Team A」名義
- 久しぶりのリップグロス
  - わがままメタバース - 「AKB48 SURREAL」名義、「ERII」として参加
- どうしても君が好きだ
  - Wonderland - 「AKB48 SURREAL」名義
- アイドルなんかじゃなかったら
- カラコンウインク
- 恋 詰んじゃった
- まさかのConfession
  - 桜の花びらたち 2025
- Oh my pumpkin!
  - スマホ、見てる場合じゃない

### アルバム選抜楽曲
『なんてったってAKB48』に収録
- なんてったってアイドル - （小泉今日子のカバー）
- LOVEマシーン - （モーニング娘。のカバー）
- 君の名は希望 - （乃木坂46のカバー）

### 配信限定楽曲
- Oh my pumpkin!（AKB48 members ver.）

### 劇場公演ユニット曲
峯岸チーム4「アイドルの夜明け」公演
- FIRST LOVE（前座ガール）

高橋チーム4「夢を死なせるわけにいかない」公演
- Bye Bye Bye（朝長美桜のアンダー）
- 初めてのジェリービーンズ（西野未姫のアンダー）
- となりのバナナ（込山榛香のアンダー）
- Confession（北川綾巴のアンダー）

田原総一朗「ド〜なる?!ド〜する?!AKB48」公演
- Bye Bye Bye（前田亜美のアンダー）

「僕の太陽」リバイバル公演
- アイドルなんて呼ばないで（田北香世子・平田梨奈のアンダー）
- 僕とジュリエットとジェットコースター（阿部マリアのアンダー）
- 向日葵（中田ちさとのアンダー）

外山大輔「ミネルヴァよ、風を起こせ」公演
- コップの中の木漏れ日（2nd UNIT）
- おしべとめしべと夜の蝶々（清水麻璃亜のアンダー）

あおきー「世界は夢に満ちている」公演
- 明日のためにキスを

岡部チームA「目撃者」公演
- 腕を組んで（加藤玲奈のアンダー）
- サボテンとゴールドラッシュ

向井地チームA「重力シンパシー」公演
- 水曜日のアリス
- 君のc/w

「ここからだ」公演
- Lollipop

## 出演

### テレビドラマ
- AKB48の歌 第1話・第2話「恋するフォーチュンクッキー」（2022年5月21日 - 28日、ひかりTVチャンネル） - エリイ 役[25]

### バラエティ
- 留学少女（2019年5月23日 - 7月18日、Mnet）[26]
- 呼び出し先生タナカ（2023年4月24日[27] - 不定期出演、フジテレビ）
- ラヴィット!（2023年7月27日[28] - 不定期出演[29]、TBS）

### 舞台
- 舞台「マジムリ学園-LOUDNESS-」（2021年8月20日 - 29日、品川プリンスホテル ステラボール） - エルガー 役[30]
- 舞台「いわかける！ -Sport Climbing Girls-」（2022年2月17日 - 20日、サンシャイン劇場） - 岩峰一愛 役[31]

### 広告
- O.C.S.D. 学校法人南陵学園 和歌山南陵高等学校・菊川南陵高等学校 新制服モデル（2020年3月5日 - ）[32]
- TRAVAS TOKYO 「AKB48 千葉恵里 × TRAVAS TOKYO COLLABORATION」（2022年10月 - ）[33]
  - ラフォーレ原宿 コラボレーションカット ディスプレイ（10月20日 - 28日）[33]
  - MAGNET by SHIBUYA109 コラボヴィジュアル メイキングムービー（10月22日 - 11月30日）[33]
- 池袋PARCO 「Cosme & Beauty Weeks WINTER」（2022年11月11日 - 12月11日） - モデル[34]
- Shefar 「”Shefar × ERII CHIBA〜Liela’s other stories〜”」（2023年2月1日 - 28日） - ブランドモデル[35]
- ルミネエスト新宿 千葉恵里 × LUMINE EST SHINJUKU「NEW SPRING!」（2024年2月21日 - 3月24日）[36]
- michellMacaron Spring & Summer 2024（2024年5月 - ） - モデル[37]
- キューティス キングダム/kingdom（2024年8月30日 - ） - ミューズ[38]
- 60%（シックスティーパーセント） × 【推しの子】 コラボLOOK（2024年9月 - ）[39]

### イベント
- GirlsAward 2019 AUTUMN / WINTER（2019年9月28日、幕張メッセ）[40]
- KANSAI COLLECTION（京セラドーム大阪）
  - 2022 SPRING＆SUMMER（2022年3月5日）[41]
  - 2024 AUTUMN＆WINTER（2024年8月1日）[42]
  - 2025 SPRING＆SUMMER（2025年3月2日）[43]
- TOKYO GIRLS COLLECTION
  - 2022 AUTUMN / WINTER（2022年9月3日、さいたまスーパーアリーナ）[44]
  - TGC KITAKYUSHU 2022 by TOKYO GIRLS COLLECTION（2022年11月19日、西日本総合展示場）[45]
  - IDOL RUNWAY COLLECTION supported by TGC（2023年8月7日、国立代々木競技場第二体育館）[46]
  - 2023 AUTUMN / WINTER（2023年9月2日、さいたまスーパーアリーナ）[47]
  - oomiya presents TGC WAKAYAMA 2024 by TOKYO GIRLS COLLECTION（2024年2月3日、和歌山ビッグホエール）[48]
- OKINAWA COLLECTION 2025（2025年6月21日、沖縄サントリーアリーナ）[49]

## 書籍

### 写真集
- エリンギ（2023年1月16日、玄光社）ISBN 978-4-76-831713-6[50][51][52]

### 雑誌連載
- 月刊ENTAME（2022年4月28日 - 2024年3月29日、徳間書店） - 「AKB48の何でも！ランキング」を連載（大盛真歩との共同連載）[53][54]